# Vĩnh Khánh (keizer)
Vĩnh Khánh was keizer van Vietnam van 1729 tot 1732. Zijn regeernaam (Nien Hieu) gold van april 1729 tot september 1732. Na zijn overlijden werd hij Hon Duc De genoemd.